# خروس‌کلی تاج‌سفید
خروس‌کلی تاج‌سفید (نام علمی: Vanellus albiceps) نام یک گونه از سرده خروس‌کلی‌ها است.